# 寺川俊平
寺川 俊平（てらかわ しゅんぺい、1987年12月21日 - ）は、テレビ朝日のアナウンサー。

## 来歴
東京都出身。身長181cm。暁星中学校・高等学校卒業後、早稲田大学人間科学部に進む。4歳の頃からサッカーを続けており、早稲田大学でもア式蹴球部（サッカー部）に所属。大学時代のポジションはGKだった。サッカー部ではレギュラー格とは行かず、サッカー部同期の「どんなおじいちゃんになりたいかを考えろ」という言葉から“しゃべりの面白いおじいちゃんになりたい”ことを連想し、同級生の女性が持っていたアナウンススクールの教本を音読したことがきっかけでアナウンサーを目指すようになる。当初からサッカー日本代表がFIFAワールドカップに出場した試合の実況を担当することを夢見ていたという。
2010年にテレビ朝日入社。同期入社のアナウンサーは森葉子・菅原知弘だが、レギュラー番組を持つのは3人の中で最も遅く、入社から丸4年かかった。2014 FIFAワールドカップブラジル大会では、オフチューブ形式でフランス対エクアドル戦の実況を担当したほか、日本対ギリシャ戦のニュース用映像資料での実況を担当した。
2016年4月11日からは『報道ステーション』のスポーツキャスターに就任、「きょうの熱盛」コーナーの担当となり、人気を博する。また、前任者の青山愛が担当していた朝日新聞夕刊スポーツ面の連載企画『戦士のほっとタイム』のインタビュアーも引き継いだ。
2022年のFIFAワールドカップカタール大会においてはテレビ朝日の実況担当には選ばれず落ち込んだものの、ABEMAでの中継担当に抜擢され、現地より日本戦4試合及び決勝の実況を担当。日本戦全試合で解説を務めた本田圭佑やピッチレポートを担当した槙野智章とのやりとりが話題を集めた。

## 挿話
- 普通運転免許の資格を所持している。
- 実況を担当する日は、朝起きて真っ先に革靴を磨き、眼球運動を助けるためにアミノ酸のサプリメントを摂取するようにしているという[4]。
- サッカー関連では日本サッカー協会（JFA）公認のサッカー審判3級ライセンスを持ち、2024年10月にはJFA公認D級コーチライセンスを同僚アナの吉野真治、三谷紬と共に取得した[7]。

## 担当番組
報道・情報・討論番組
| 期間       | 期間      | 番組名                             | 役職                         | 備考 |
| ---------- | --------- | ---------------------------------- | ---------------------------- | --- |
| 2014年4月  | 2016年3月 | ワイド!スクランブル                | リポーター                   | |
| 2016年4月  | 2018年9月 | 報道ステーション                   | 月～木曜日スポーツキャスター | 金曜日は不定期にて出演、2016年4月15日は熊本地震の報道に伴うスポーツーコーナー短縮の伴い、寺川綾の代行スポーツキャスターを担当 |
| 2018年10月 | 2020年9月 | やべっちFC〜日本サッカー応援宣言〜 | 進行キャスター               | |
| 2020年4月  | 2020年6月 | 朝まで生テレビ!                    | 渡辺宜嗣の代行司会           | 新型コロナウイルス感染症対策を観点して、代理として司会を担当                                                                  |
| 2021年3月  |           | 朝まで生テレビ!                    | 渡辺宜嗣の代行司会           | |
| 2020年10月 | 現在      | アベマ倍速ニュース（AbemaNews）    | 金曜日担当キャスター         | |

バラエティ・スポーツ関連番組・スポーツ実況・その他
- 速報!甲子園への道
- まえだおし
- 世界水泳バルセロナ2013中継（テレビ朝日・BS朝日） - 先輩アナウンサーの森下桂吉・清水俊輔・吉野真治と共に実況を担当
- 熱闘甲子園（朝日放送テレビ・テレビ朝日共同制作）- 2012年・2013年・2021年の全国高等学校野球選手権大会の全国大会期間中に、ナレーターとして朝日放送へ派遣。
- ももクロちゃんと!（2020年10月10日 - 2022年3月）MC
- 週刊まんが未知＋（ナレーター、2021年10月6日 - ）
- スポーツ中継（サッカー、野球、プロレス等）
- ワールドプロレスリング（実況、2012年 - ）
- スーパーベースボール（実況、2019年 - ）
- ハマスカ放送部（ナレーター、2022年4月 - ）
- めざせ!切り出し職人（新内眞衣とのダブルMC、2023年10月13日 - ）

## 新聞連載
- 朝日新聞夕刊スポーツ面『戦士のほっとタイム』インタビュアー（2016年4月 - ）

## タイトル

### クラブ
早稲田大学
- 全日本大学サッカー選手権大会：1回（2007年）